# Суст (Нідерланди)
Суст (нід. Soest, нід. вимова: [sust] ( прослухати)) — муніципалітет і місто в Нідерландах, у провінції Утрехт.

## Населені пункти муніципалітету
Крім безпосередньо міста Суста, до складу однойменного муніципалітету входять такі населені пункти:
Місто
- Сустерберг

Селища
- Гес
- Гроте-Мелм
- Де-Біркт
- Пейненбург
- Сустдейк
- Сустдейнен

## Визначні мешканці
- Жанін Янсен (нар. 1978) — нідерландська скрипалька
- Роберт Руст (нар. 1969) — нідерландський футболіст

## Галерея

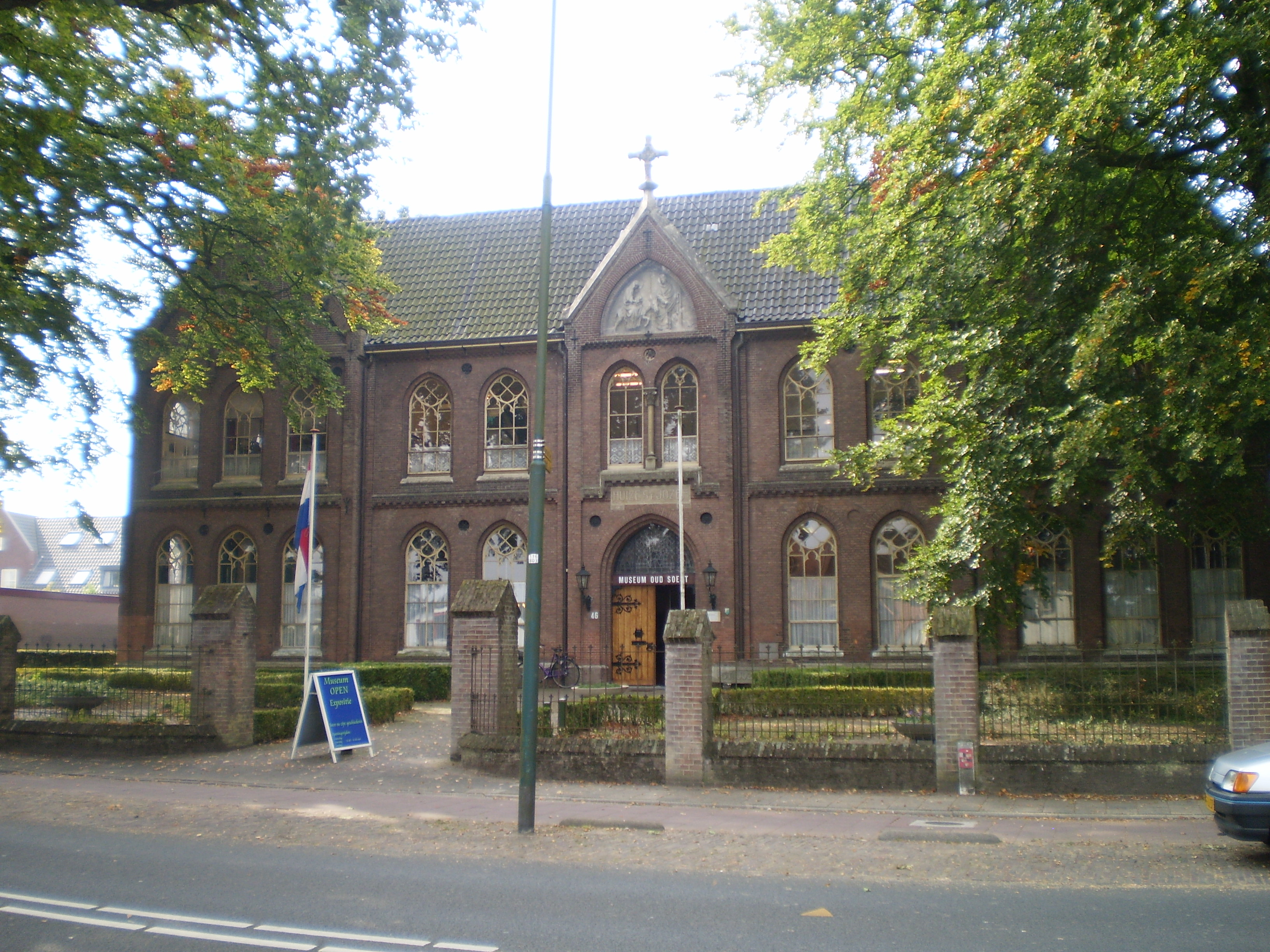
Міський музей
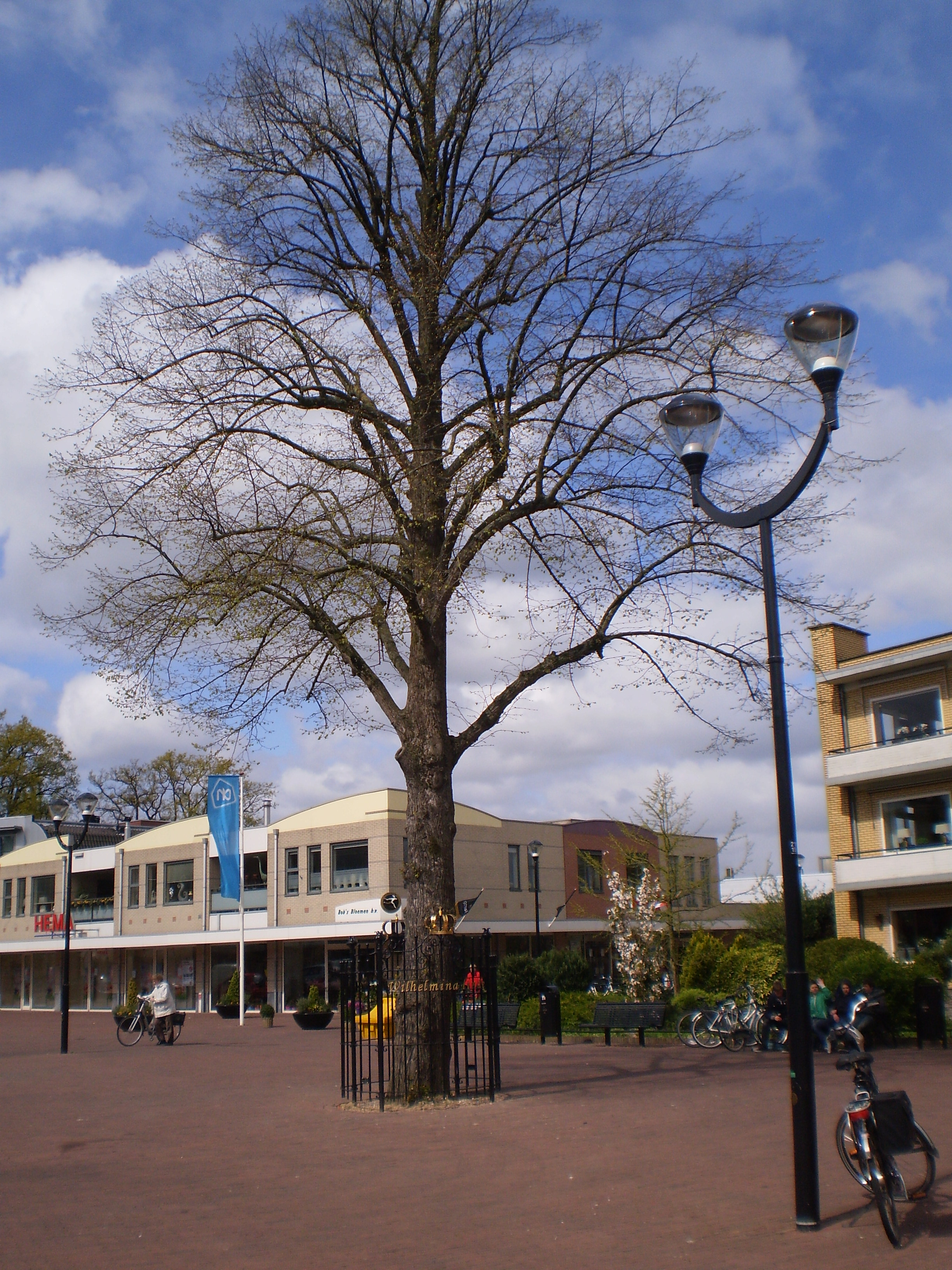
Торгівельний центр
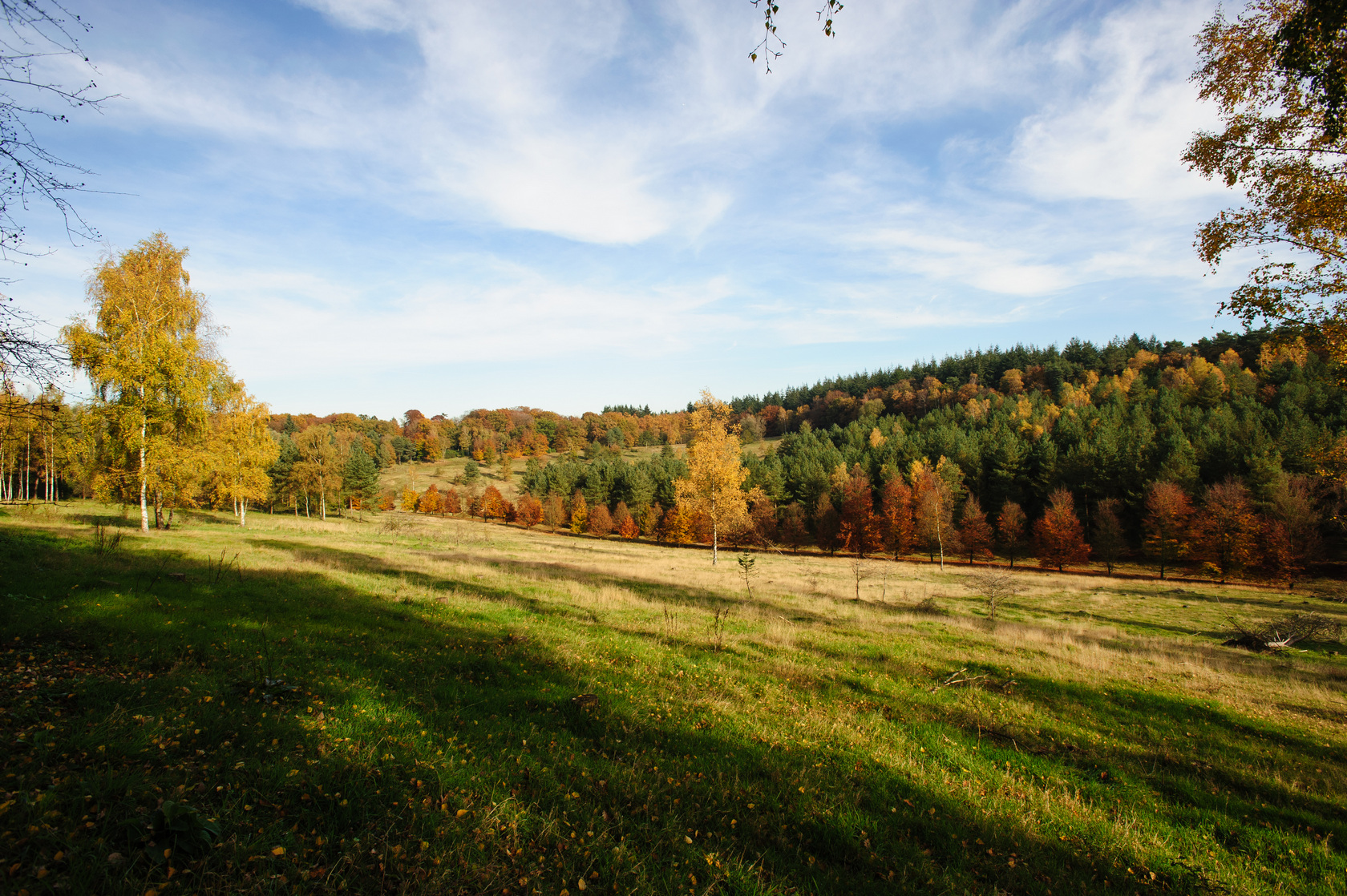
Природа поблизу Суста
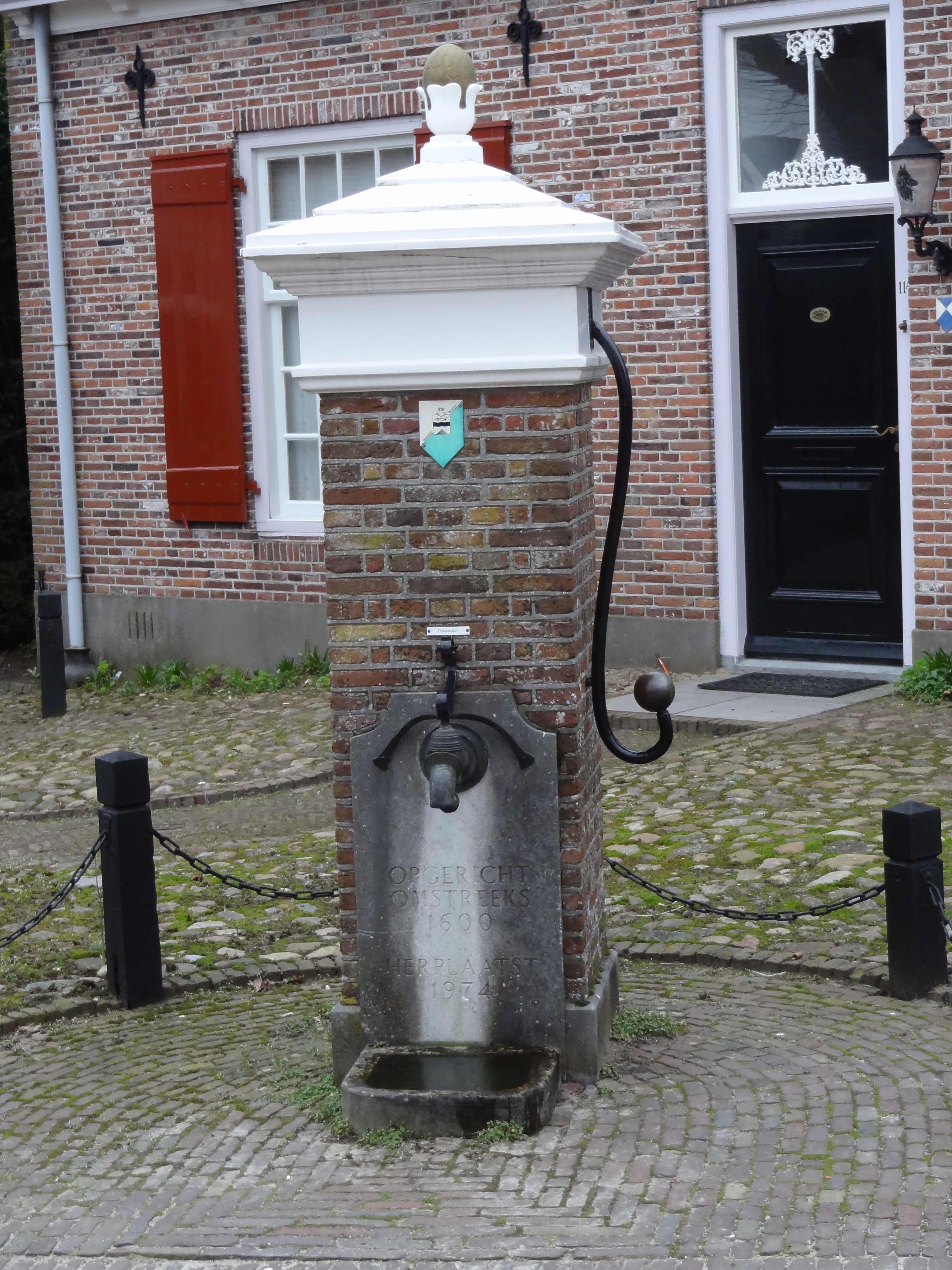
Історична водяна колонка
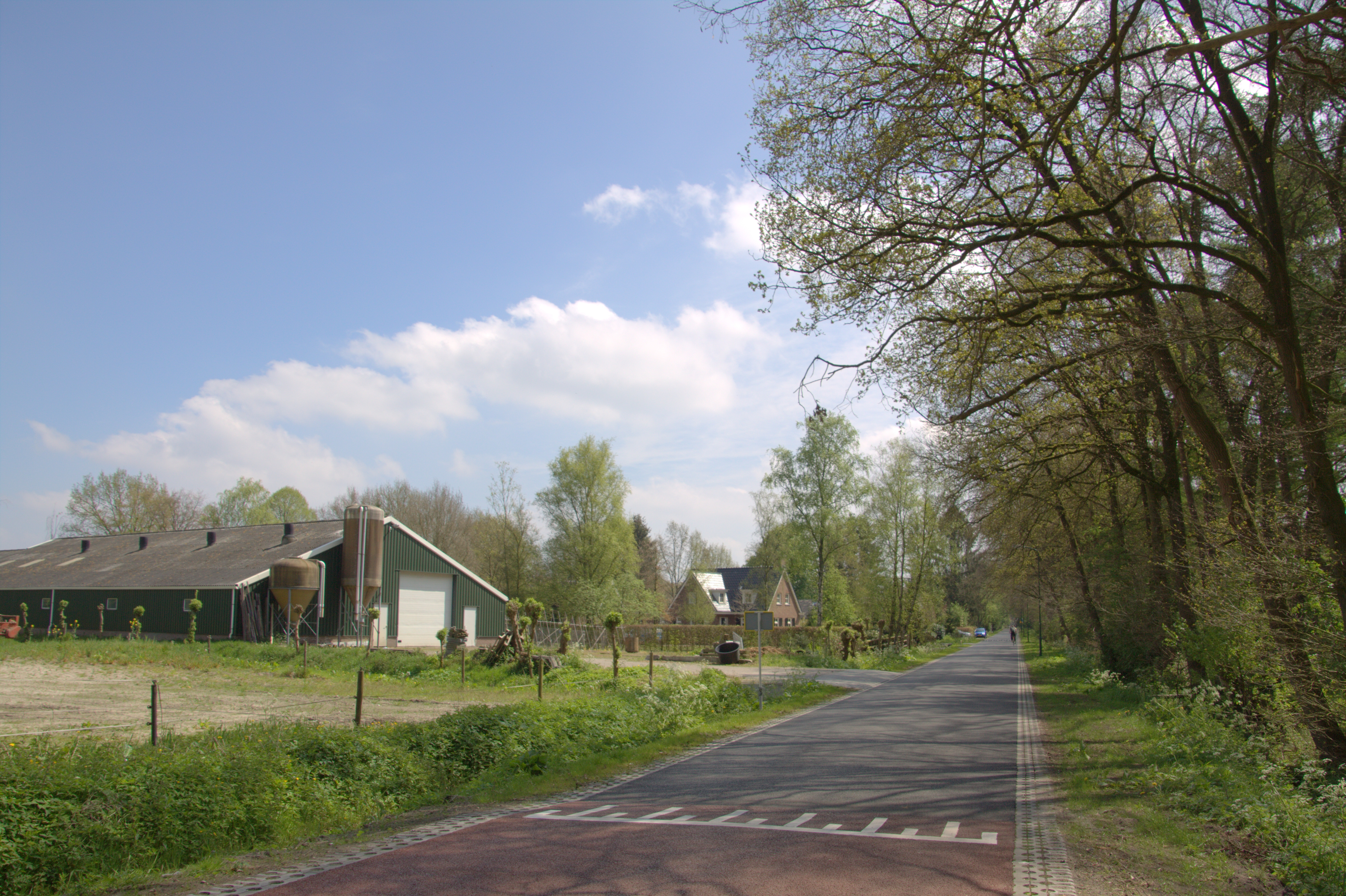
Околиця селища Гес